# Lexington Herald-Leader
Le Lexington Herald-Leader est un quotidien du matin  américain publié à Lexington depuis 1983 à la suite de la fusion du Lexington Herald (1870) et du Lexington Leader (1898).